# TV en Français
TV en Français è il quinto album discografico in studio del gruppo musicale indie rock statunitense We Are Scientists, pubblicato nel 2014.

## Tracce
1. What You Do Best – 3:21
2. Dumb Luck – 3:14
3. Make It Easy – 4:29
4. Sprinkles – 3:47
5. Courage – 2:28
6. Overeacting – 3:36
7. Return the Favor – 3:14
8. Slow Down – 3:25
9. Don't Blow It – 3:54
10. Take an Arrow – 3:39